# Piotr Dobrowolski (kierowca)
Piotr Dobrowolski (ur. 1971)  – polski mgr ekonomii, inżynier, motocyklista i kierowca wyścigowy. Wielokrotny mistrz Polski w wyścigach motocyklowych i samochodowych.

## Życiorys
Absolwent SGGW oraz Thames Valley University w Londynie (MA in Management). 
W latach 1998 – wrz. 2006 był kierowcą wyścigowym Yamaha oraz Kawasaki. Wielokrotny mistrz Polski w wyścigach motocyklowych i samochodowych, wicemistrz Europy, rekordzista prędkości samochodowej w Polsce (2006: 361,92 km/h na Toyocie Supra). W latach 2005–2010 twórca działu tuningu i motocykli w Inter Cars S.A. Były dyrektor zarządzający JLR CENTRUM (salony Jaguara i Land Rovera). Obecnie właściciel firmy brokerskiej - Select-Automotive.

## Życie prywatne
Z żoną Magdaleną ma trójkę dzieci. 

## Osiągnięcia
- 2000 – wicemistrz Mistrz Polski w klasie Superstock 1000 cc (motocykl Yamaha R1)[potrzebny przypis];
- 2001 – mistrz Polski klasa Superstock 1000 cc[4];
- 2004 – mistrz Polski w wyścigach na 1/4 mili Toyota Supra 1250 KM (2004);
- 2005 – I miejsce na Motocyklowych Mistrzostwach Polski w klasie Superstock (Yamaha)[5],
- 2005 – I miejsce na wyścigach na 1/4 mili w Warszawie w klasie Maxi (silnik z minimum 6 cylindrami z doładowaniem, napęd na tylną oś lub 4x4) – Toyota Supra[6],
- 2006 – III miejsce w klasie Superstock 600 na Motocyklowych Mistrzostwach Polski w Poznaniu na motocyklu Kawasaki[7].